# Cheile Zugrenilor

Prelucrare 3D pentru:
Pietrosul Broștenilor-Cheile Zugrenilor

Rezervația naturală Pietrosul Broștenilor-Cheile Zugrenilor este o arie protejată de interes național, ce corespunde Categoriei IV IUCN și este situată în partea de nord a Munților Bistriței între localitățile Sunători și Chiril pe DN17B, la 20 km în aval de orașul Vatra Dornei, între acesta și Poiana Largului. 
Ea se află într-un loc în care râul Bistrița și-a creat cu greu drum între Masivul Giumalăului și zidul uriaș al Pietrosului Bistriței, reprezentând cel mai impresionant sector al cursului acestui râu.

## Descriere generală
Situl cuprinde largi porțiuni din Vârfurile Pietrosul Bistriței (1791 m) și Bogolin (1748 m) din Munții Bistriței, având ca limită de nord Bistrița, care formează Cheile Zugrenilor pe o lungime de 2,5 km. Se află pe teritoriile administrative ale comunelor Crucea în aval și Dorna-Arini în amonte.
Valea are o lățime care variază între 150 si 200 m, pereții reliefați prin versanți foarte abrupți având înălțimi ce variază între 200 si 300 m. 
Date generale:
- Cod: ROSCI0196
- Coordonate: Longitudine N 47º23'12; Latitudine E 25º32'10
- Altitudini: Minimă 740 m la bază la nivelul apei Bistriței, maximă 1768 m la nivelul interfluviului Pietrosului Bistriței.
- Regiune biogeografică alpină
- Teritoriul ocrotit are o suprafață 458 ha.
- Administrator este Direcția Silvică Suceava
- Se află integral în județul Suceava

## Calitate și importanță

### Vegetația
Cea forestieră este reprezentată de arborete de molid în care apare sporadic fagul, paltinul și mesteacănul. 
Vegetația arbustivă este reprezentată de afin și merișor. 
Flora este specifică stâncăriilor, aici găsindu-se:
- Floarea de colț (Leontopodium alpinum) la cea mai joasă altitudine din Moldova. Pe stâncile din masiv se află și o plantă endemică unicat denumita Petrosia (Andryala levitomentosa), care vegetează pe grohotișurile și stâncăriile din apropierea crestei Pietrosului Bistriței, cu o populație foarte restrânsă.
- Clopoțelul albastru (Campanula carpatica), Garofița (Dianthus carthusianorum), Clopoțelul comun (Campanula kladniana), Vulturica de Pojorâta (Hieracium pojoritense), Valeriana grecească (Polemonium caeruleum).

### Faună
Râul Bistrița este deosebit de bogat în pești: 
- Lostriță (Hucho hucho) - ocrotită
- păstrăv, clean, mreană, scobar etc.[4].

Dintre amfibienii și reptilele care trăiesc pe teritoriul rezervației sunt de menționat:
- Tritonul carpatic (Triturus montandoni) - ocrotit.
- Broasca roșie de munte (Rana temporaria).

Dintre păsări:
- Acvila de munte (Aquila chrysaetos), Acvila țipătoare mare (Aquila clanga), Ciocănitoarea neagră ( Dryocopus martius), Pescarușul albastru (Alcedo atthis), Cocoșul de munte (Tetrao urogallus),

Dintre mamifere se remarcă 
- Liliacul comun (Myotis myotis) și Ursul brun (Ursus arctos) - ocrotite
- Cerbul roșcat (Cervus Elaphus), Veverița roșcată (Sciurus vulgaris), Jderul de copac (Martes martes)

## Caractere turistice

### Particularități naturale
Zona este deosebit de pitorească prin sălbăticia stâncilor și a florei. 
Venind dinspre Vatra Dornei, pe cuprinsul cheilor se observă numeroase vârtejuri, repezișuri și ochiuri adânci de apă. Impresionante sunt stânci cu forme bizare cum numite Colțul Acrii, Piatra lui Osman, Grindul Pușcatei, Râpa Scara, Stânca Coifului.
Colțul Acrii, situat în dreptul Piciorului Țepușelor din Muntele Giumalău obligă apele râului să-l ocolească creând un splendid meandru în jurul acestuia, meandru în care se află și cabana Zugreni. La circa 80 m în aval de cabană se află Piatra lui Osman, în apropierea gurii pârâului Colbu care separă Munții Giumalău de Munții Rarău. Urmează în aval Grindul Pușcatei, o îngustă fâșie stâncoasă ce leagă Colțul Acrii de Pietrosul Bistriței. Mai departe, apele râului trec pe sub stâncile de la Râpa Scara din abruptul Pietrosului și pe sub Stânca Coifului, ce face parte din Bâtca Neagră (1439 m) din Rarău. 
Dupa ieșirea din chei apele se mai domolesc, cursul este mai lin și în lărgirea de la Chiril, Bistrița depune cantități mai mari de aluviuni sub forma unor mici plaje, ca în locul numit Nisip sau La Nisip. Pe malul drept al râului se află o cascadă în trepte, formată pe abruptul unui perete al Muntelui Bogolin.

### Facilități turistice
În zona cheilor există spații amenajate pentru picnic (de-a lungul șoselei și pe pârâul Colbu).
Singura unitate de cazare din zonă este Cabana Zugreni, care este amplasată pe o insulă înconjurată de Râul Bistrița și care este un loc de unde pornesc mai multe trasee turistice spre Rarău-Giumalău, respectiv Munții Bistriței.
Local se practică și:
- Pescuitul sportiv[5][4].
- Tiroliană în chei și rafting pe Bistrița[6]
- Escaladă pe gheață în timpul iernii[7][6]